# Bornheim (Palatinado)
Bornheim es un municipio situado en el distrito de Südliche Weinstraße, en el estado federado de Renania-Palatinado (Alemania). Tiene una población estimada, a fines de 2020. de 1566 habitantes.
Está ubicado al sur del estado, cerca de la ciudad de Landau, de la orilla derecha del río Rin y de la frontera con Francia.